# Vigna adenantha
Vigna adenantha är en ärtväxtart som först beskrevs av Georg Friedrich Wilhelm Meyer, och fick sitt nu gällande namn av Marechal och Al.. Vigna adenantha ingår i släktet vignabönor, och familjen ärtväxter. Inga underarter finns listade i Catalogue of Life.